# Templo Ciyou

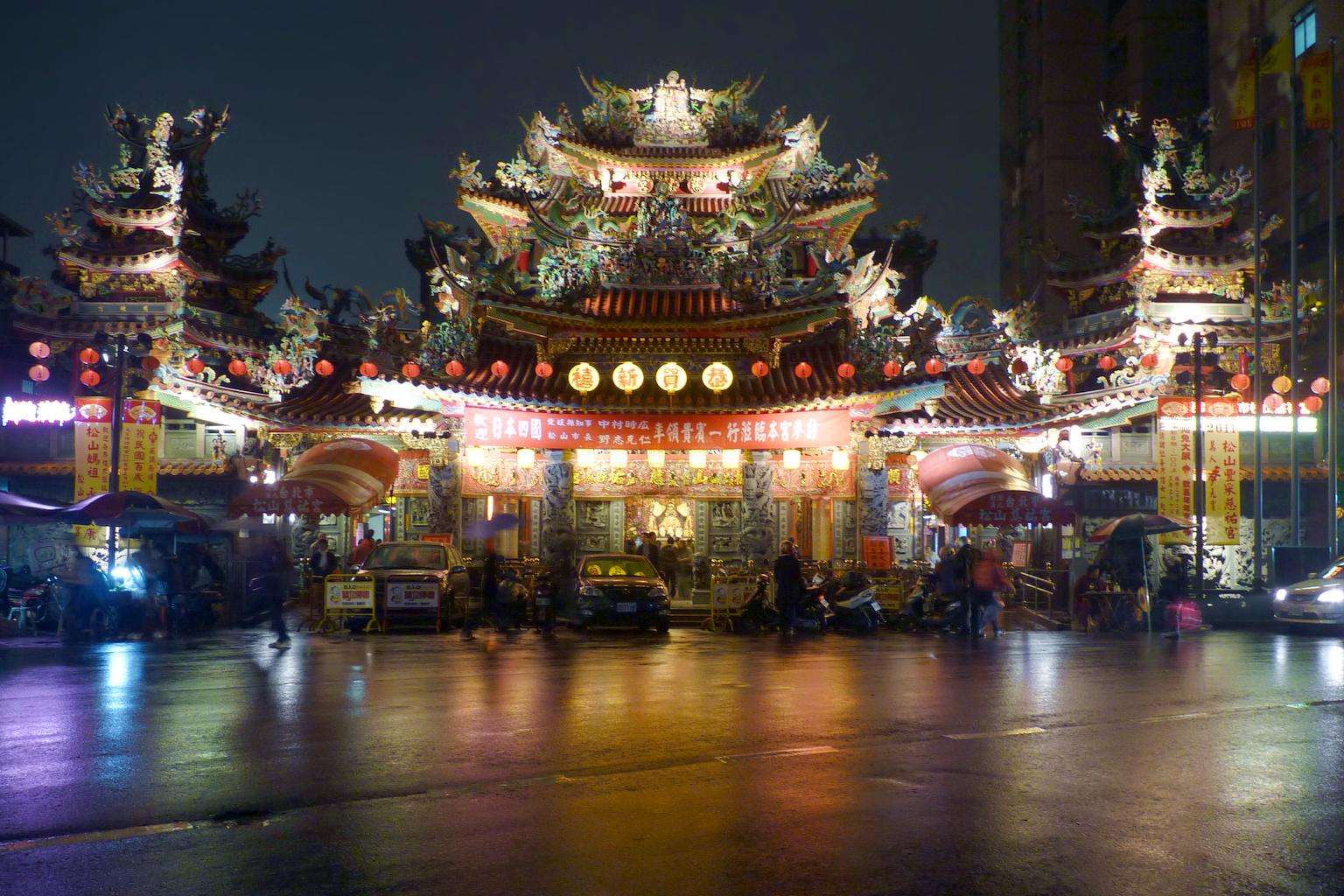
Fachada principal.

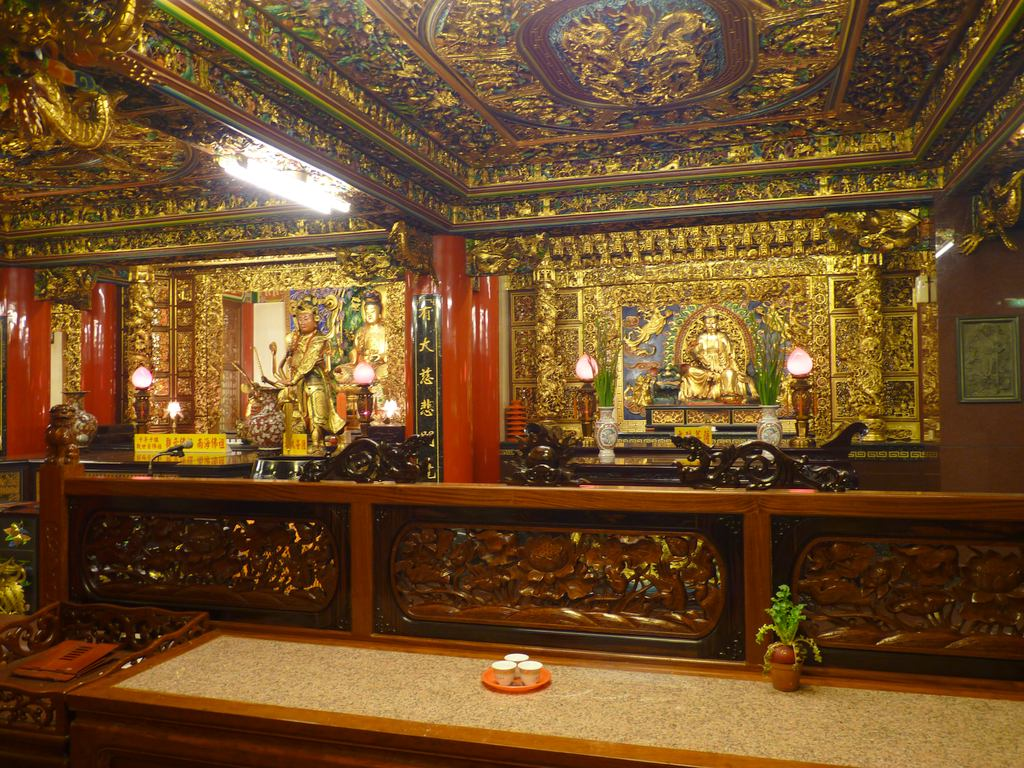
Altares en la torre del templo.

Ciyou (en caracteres chinos tradicionales: 松山慈祐宮) es un templo dedicado a la diosa Mazu y situado en frente a la estación ferroviaria de Songshan, en Taipéi, Taiwán. El complejo se levantó durante el reinado del emperador chino Qianlong (1735-1796), siendo uno de los más antiguos de Taipéi.
Destaca la festividad de la diosa, cuya celebración es acompañada de sonidos de gong, música y fuegos artificiales que la convierten en una de las fiestas más coloridas y ruidosas de Taiwán. De la fachada cuelgan siempre lámparas que le otorgan un permanente ambiente festivo.